# Lonchocarpus caudatus
Lonchocarpus caudatus är en ärtväxtart som beskrevs av Henri François Pittier. Lonchocarpus caudatus ingår i släktet Lonchocarpus och familjen ärtväxter. IUCN kategoriserar arten globalt som livskraftig. Inga underarter finns listade i Catalogue of Life.